# Richard Beggs
Pour les articles homonymes, voir Beggs.
Richard Beggs est un designer sonore américain né le 8 janvier 1942  à San Francisco (Californie).

## Biographie
Richard Beggs a fait des études de beaux-arts et est diplômé du San Francisco Art Institute et du California College of the Arts. Pendant les années 1960, son intérêt pour la technologie lui permet de trouver du travail comme ingénieur du son et ainsi de financer grâce à ce qu'il touchait pour ses enregistrements sa vocation de peintre et de faire vivre sa famille.
Au cours des années 1970, il passe à un statut plus professionnel et loue un studio d'enregistrement au rez-de-chaussée du Sentinel Building à San Francisco. En 1974, Francis Ford Coppola rachète l'immeuble et y installe sa société de production American Zoetrope. En 1976 Coppola prend des parts dans le studio de Beggs, qui devient Beggs/AZ. Bientôt son activité devient majoritairement liée au cinéma et en 1977 Coppola rachète les parts de Beggs et le fait travailler sur Apocalypse Now.
Richard Beggs enseigne au California College of the Arts, il intervient également au Berkeley College de l'Université Yale, et a fait partie du conseil d'administration du San Francisco Arts Education Project.

## Filmographie (sélection)
- 1979 : Apocalypse Now de Francis Ford Coppola
- 1983 : Rusty James (Rumble Fish) de Francis Ford Coppola
- 1983 : Outsiders (The Outsiders) de Francis Ford Coppola
- 1984 : Cotton Club (The Cotton Club) de Francis Ford Coppola
- 1984 : SOS Fantômes (Ghostbusters) d'Ivan Reitman
- 1986 : Critters de Stephen Herek
- 1987 : Jardins de pierre (Gardens of Stone) de Francis Ford Coppola
- 1988 : Rain Man de Barry Levinson
- 1988 : Tucker (Tucker: The Man and His Dream) de Francis Ford Coppola
- 1990 : Le Parrain 3 (Mario Puzo's The Godfather: Part III) de Francis Ford Coppola
- 1990 : Avalon de Barry Levinson
- 1991 : Bugsy de Barry Levinson
- 1992 : Toys de Barry Levinson
- 1992 : JF partagerait appartement (Single White Female) de Barbet Schroeder
- 1993 : Soleil levant (Rising Sun) de Philip Kaufman
- 1998 : De grandes espérances (Great Expectations) d'Alfonso Cuarón
- 1999 : Virgin Suicides (The Virgin Suicides) de Sofia Coppola
- 2003 : Lost in Translation de Sofia Coppola
- 2004 : Harry Potter et le Prisonnier d'Azkaban (Harry Potter and the Prisoner of Azkaban) d'Alfonso Cuarón
- 2005 : Le Monde de Narnia : Le Lion, la Sorcière blanche et l'Armoire magique (The Chronicles of Narnia: The Lion, the Witch and the Wardrobe) d'Andrew Adamson
- 2006 : Les Fils de l'homme (Children of Men) d'Alfonso Cuarón
- 2006 : Marie-Antoinette de Sofia Coppola
- 2007 : À bord du Darjeeling Limited (The Darjeeling Limited) de Wes Anderson
- 2013 : Palo Alto de Gia Coppola
- 2014 : The Homesman de Tommy Lee Jones

## Distinctions

### Récompenses
- Oscars 1980 : Oscar du meilleur mixage de son pour Apocalypse Now